# WWEエボリューション
WWEエボリューション（WWE Evolution）はアメリカのプロレス団体WWEが主催する、プロレス興行の名称。2018年10月に開催された。

## 背景
世界最大のプロレス団体WWEは2018年7月23日、『ロウ』でビンス・マクマホンコミッショナー、ステファニー・マクマホン、トリプルH、さらにロウロースターを集めて重大発表を行った。
WWEは1984年に女子部を設置。これまで2017年に女子マネー・イン・ザ・バンクラダーマッチ、2018年には女子ロイヤルランブル戦を初めて開催した。そして女子限定のPPV大会を10月28日ニューヨーク州のナッソー・ベテランズ・メモリアル・コロシアムで開催されることになった。
本大会はロウ・スマックダウン・NXTの合同興行であり、各ブランドの女子王座戦やメイ・ヤング・クラシック決勝が行われる予定。

## 大会までのあらすじ
8月のサマースラムでアレクサ・ブリスを倒しロウ女子王者に戴冠したロンダ・ラウジー。10.6MCGでのスーパーショー・ダウンでベラ・ツインズを組み、The Riott Squadとの6人タッグチームマッチを勝利。そしてニッキー・ベラとのロウ女子選手権試合を本大会で実施することに。
一方8月のサマースラムでカーメラ、ベッキー・リンチとのトリプルスレット戦を制し、スマックダウン女子新王者となったシャーロット。9月のヘル・イン・ア・セルでベッキーに敗れ、10月のスーパーショー・ダウンでも敗れる。同月9日の『スマックダウン』。第1試合にスマックダウン女子選手権試合を行ったが、両者カウントアウトでベッキーが王座防衛扱いとなった。その後GMのペイジが前例のないラストウーマン・スタンディングでのスマックダウン女子選手権試合を開催することが決定。
8月のNXTテイクオーバー:ブルックリンIVでNXT女子王者に戴冠 したカイリ・セインは9月26日放送の『NXT』でシェイナ・ベイズラーとのNXT女子選手権試合として戦う。
メイ・ヤング・クラシックは準決勝が終わって、紫雷イオとトニー・ストームが優勝決定戦に進出。
10月15日の『ロウ』では本大会で20人バトルロイヤルを実施すると発表。ロウ・スマックダウンをはじめ、殿堂入り選手を交えて次期女子選手権挑戦者を決定する。

## 結果
| No.                                                                                 | 結果 | 試合形式                                                          | 時間  |
| ----------------------------------------------------------------------------------- | --- | ----------------------------------------------------------------- | ----- |
| 1D                                                                                  | ◯リア・リプリー (c) vs. ダコタ・カイ●                                                                                      | NXTUK女子選手権試合                                               | N/A   |
| 2                                                                                   | ◯トリッシュ・ストラタス & リタ vs. アリシア・フォックス & ミッキー・ジェームス (with アレクサ・ブリス)●                    | タッグチームマッチ                                                | 11:05 |
| 3                                                                                   | ナイア・ジャックスがエンバー・ムーンを最後に脱落させ勝利                                                                   | バトルロイヤル形式次期女子選手権挑戦者決定戦                      | 16:10 |
| 4                                                                                   | ◯トニー・ストーム vs. 紫雷イオ●                                                                                            | メイ・ヤング・クラシック優勝決定戦                                | 10:20 |
| 5                                                                                   | ◯サーシャ・バンクス, ベイリー & ナタリヤ vs. ライオット・スクワッド (リヴ・モーガン, ルビー・ライオット & サラ・ローガン)● | 女子6人タッグチームマッチ                                         | 13:10 |
| 6                                                                                   | ●カイリ・セイン (c) vs. シェイナ・ベイズラー◯                                                                              | NXT女子選手権試合                                                 | 12:10 |
| 7                                                                                   | ◯ベッキー・リンチ (c) vs. シャーロット・フレアー●                                                                          | ラストウーマン・スタンディング形式WWEスマックダウン女子選手権試合 | 28:40 |
| 8                                                                                   | ◯ロンダ・ラウジー (c) vs. ニッキー・ベラ (with ブリー・ベラ●                                                               | WWEロウ女子選手権試合                                             | 14:15 |
| - (c) – 試合開始時点でのチャンピオンを指す - D – ダーク・マッチで行われた試合を指す | |                                                                   |       |